# Георгиј Бајдуков
Георгиј Бајдуков (рус. Гео́ргий Фили́ппович Байдуко́в; Таршта, 13. мај 1904 — Москва, 28. децембар 1994) је био генерал авијације СССР.

## Бигорафија
Извршио је рекордни лет од Москве до Петропавловска 20.-22. јула 1936. заједно са Валеријем Чкаловом. Том приликом прелијећу 9374 километара за 56 сати и 20 минута. За ово добија звање хероја Совјетског Савеза. Године 1937. са Чкаловом прелијеће Сјеверни пол летећи од Москве до Ванкувера, за 63 сата и 25 минута.
У току Другог свјетског рата командује ваздухопловним јединицама.
Написао је књиге о прелету Сјеверног пола (Наш полет в Америку, 1937), успоменама (Записки пилота, 1938) и о колеги Чкалову (О Чкалове, 1939).
Острво у Охотском мору је добило име по њему.